# Ciężka Przehyba

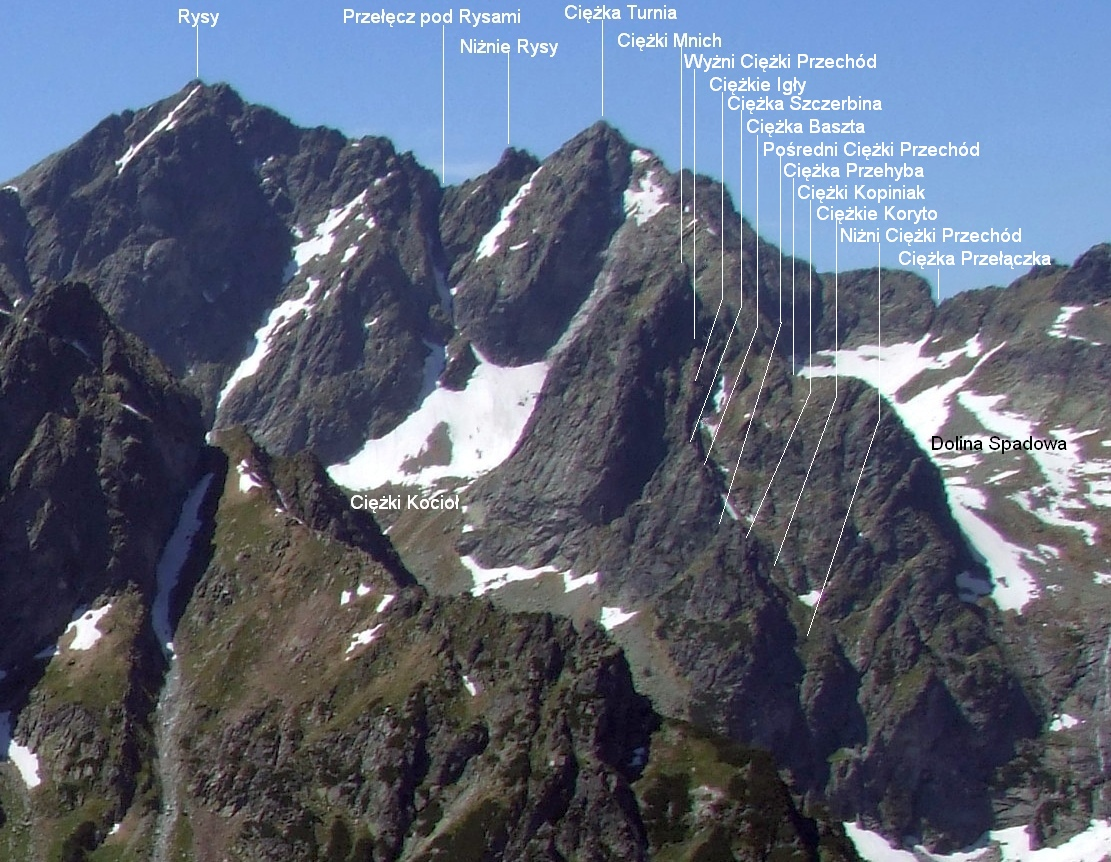
Widok z Doliny Litworowej

Ciężka Przehyba (niem. Verborgener Schulter, słow. Česká priehyba, węg. Cseh-tavi-váll, ok. 2080 m) – odcinek grani w bocznej, wschodniej grani Niżnich Rysów w Tatrach Słowackich. Znajduje się w zakończeniu północno-zachodniej grani Ciężkiej Turni, oddzielony od jej górnej części Spadowym Przechodem. W widoku od wschodu, z rejonu Ciężkiego Stawu, wygląda jak potężna turnia, w istocie jednak jest to prawie poziomy odcinek grzbietu o długości około 50 m. Na jego wschodnim końcu grzbiet Ciężkiej Przehyby rozgałęzia się na dwa potężne filary, które ku dołowi stają się coraz bardziej strome. Prawy filar (patrząc od dołu) ogranicza od boku próg Doliny Spadowej, lewy filar ogranicza Ciężkie Koryto. Około 60 m ponad nim w filarze jest wielki okap. Filary oddzielone są od siebie depresją opadającą z  grzbietu Ciężkiej Przehyby na piargi. W dolnej części depresja ta przekształca się w wielkie zacięcie. 
Autorem nazwy przechodu jest Władysław Cywiński. Z Doliny Spadowej przez depresję między filarami Ciężkiej Przehyby, jej granią i przez Spadowy Przechód prowadzi droga wspinaczkowa (I w skali tatrzańskiej). Jest to jedna z dwóch najłatwiejszych dróg wejściowych na Ciężką Turnię.

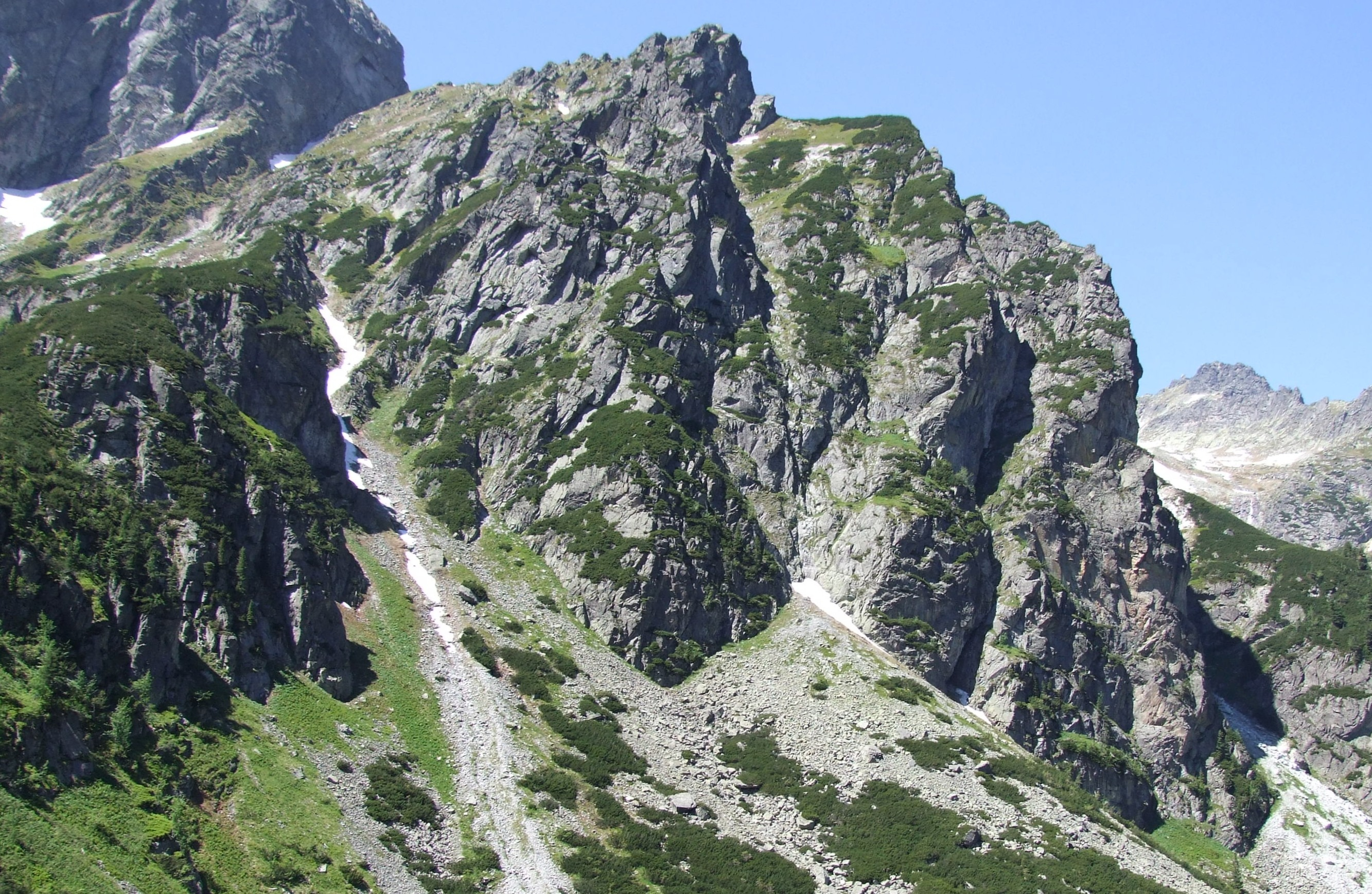
Ciężka Przehyba. Widok z Doliny Białej Wody